# Miss Tourism Universe
Miss Tourism Universe é um concurso de beleza feminino de nível internacional realizado anualmente desde 2014 em Beirute, na capital do Líbano. O concurso tem por objetivo promover o turismo através das representantes oficiais de mais de quarenta países todos os anos. O certame tem como proprietário o dono da agência de modelos MTV Agency, o libanês Tony Medawar. A atual detentora do título é a indiana Nishita Purandare, eleita pela primeira vez fora do Líbano, o evento ocorreu nas Filipinas com apenas dez (10) candidatas.  Não há registros históricos do concurso, porém o Brasil só participou da edição de 2014 com a roraimense Bianca Matte, conseguindo o 3º. Lugar. 

## Histórico

### Vencedoras
| Ano  | País      | Vencedora       | Cidade Natal | Local do Evento | R     |
| 2014 | Venezuela | Ninoska Vásquez | Barquisimeto | Beirute         | [ 3 ] |
| 2015 | Romênia   | Teodora Dan     | Craiova      | Beirute         | [ 4 ] |
| 2016 | Iraque    | Saba Moubarak   | Bagdá        | Jounieh         | [ 5 ] |
| 2017 | Venezuela | Alexandra Meza  | Guárico      | Beirute         | [ 6 ] |
| 2018 | Venezuela | Ana Cáceres     | Maracay      | Beirute         | [ 7 ] |

### Títulos por País
| Vitória | País      | Títulos          |
| 3       | Venezuela | 2014, 2017, 2018 |
| 1       | Iraque    | 2016             |
| 1       | Romênia   | 2015             |